# Hothbrodd
Hothbrodd (Hodbrod, Höddbrodd) fu un eroe leggendario della mitologia norrena; i dettagli della sua vita compaiono in diverse fonti.
Nelle leggende dell'Ylfing Helgi Hundingsbane, Hothbrodd era figlio di re Granmar di Södermanland e fu ucciso da Helgi.
Il Chronicon Lethrense e gli Annales Lundenses raccontano di un certo Hother re dei Sassoni e figlio di Hodbrod, che Helghe aveva ucciso per ottenere l'intera Danimarca. Hother uccise prima Balder figlio di Othen in battaglia e poi cacciò Othen e Thor; infine, Both figlio di Othen uccise Hother. Hother, Balder, Othen e Thor erano considerati erroneamente dèi; vi era l'ipotesi infatti che Other corrispondesse ad Odino.
Nelle Gesta Danorum, Saxo Grammaticus ha fuso l'Helgi Hundingsbane degli Ylfingar con il re danese Helgi degli Skjöldungar. Inoltre ha reso Hothbrodd un re svedese, padre di Höder e Adils.
Nello Hversu Noregr byggðist, Höddbrodd (Hǫdbroddr) era figlio di un certo Höd. Il nome Höd è anche quello del figlio dell'uccisore del dio Baldr in altre storie; inoltre, mentre l'Höd dello Hversu è padre di Höddbrodd, nelle Gesta Danorum (Libro 3) Høtherus, l'uccisore di Balderus, è il figlio di un certo Hothbrodus o Hothbroddus.